# Simulium trisphaerae
Simulium trisphaerae es una especie de insecto del género Simulium, familia Simuliidae, orden Diptera.

## Distribución
Se distribuye por el Congo.

## Taxonomía
Fue descrita científicamente por Wanson & Henrard, 1944. Fue publicada en Les Simulies de Leopoldville" description d'espèces nouvelles. 21: 34-47.